# Balei
Balei - Балей (rus) - és una ciutat del krai de Zabaikàlie, a Rússia. Es troba a la vora del riu Unda, a la conca de l'Amur, i es troba a 45 km al sud de Nertxinsk, a 222 km a l'est de Txità i a 4.945 km de Moscou.

## Història
Al segle xix es trobava a l'indret de l'actual vila el poble de rentadors d'or de Novotróitskoie. La producció d'or començà el 1858, i aconseguí l'estatus de ciutat el 1938.